# Cobra-cipó-do-rio
A cobra-cipó-do-rio (nome científico: Chironius fuscus), também chamada de araboia, caninana-marrom, cobra-espada, espia-caminho, papa-ovo, sacaiboia, surucucu-de-fogo, uirapiagara e urupiagara é uma espécie de serpente da família dos colubrídeos (Colubridae).

## Etimologia
O nome popular sacaiboia deriva do tupi ïsakai'mboya, que é formado por ïsaka'i ("sacaí", um tipo de macaco) e mboya ("cobra"). Caninana deriva do tupi ka'a, com o sentido de "mato, vegetação", e uma forma verbal de ñane, que significa "que corre, que se espraia". Foi registrado em ca. 1584 como caninana, em 1587 como caninam, em 1610 como carunana, em 1817 como cahinanna e em 1871 como cainana. Surucucu deriva do tupi suruku'ku, literalmente “o que dá muitas dentadas, que morde muitas vezes”, conforme o Vocabulário Tupi-Guarani (VocTG). Foi registrado como surucucù antes de 1576 e como surucucu em 1881. Araboia tem provável origem tupi.
O nome Chironius foi cunhado por Leopold Fitzinger em 1826, mas provavelmente se originou em 1790 com Blasius Merrem, que usou o nome comum "Cobra de Quíron" para Coluber carinatus de Carlos Lineu. Na mitologia grega, Quíron era um centauro famoso por suas habilidades de cura. Da mesma forma, na civilização grega antiga, os doentes, em busca de cura, afluíam aos templos onde cobras sagradas eram cuidadosamente cuidadas e apresentadas aos sofredores. O epíteto específico fuscus deriva do latim fuscus, "escuro, fosco".

## Taxonomia e sistemática
A cobra-cipó-do-rio foi descrito pela primeira vez em 1758 por Carlos Lineu sob o nome Coluber fuscus. Seu holótipo é ANSP 11543 e sua localidade-tipo é Maranhão, no Peru. Leopold Fitzinger (1826) revisou o material-tipo de Lineu e propôs a criação do gênero Chironius para alocar algumas espécies morfologicamente distintas de outros Coluber como Chironius exoletus, C. fuscus, C. saturninus (= C. fuscus) e C. carinatus, que foi reconhecida como espécie-tipo. O gênero Chironius compreendem atualmente 21 espécies reconhecidas, amplamente distribuídas pela América Central e América do Sul. A primeira revisão taxonômica do gênero foi realizada por Bailey (1955), que reconheceu sete táxons, incluindo uma nova subespécie, Chironius multiventris foveatus.
Dixon et al. (1993) conduziram uma revisão sistemática abrangente do gênero, reunindo dados sobre caracteres merísticos, morfométricos, padrão de coloração e morfologia hemipeniana. Esses autores também propuseram a primeira hipótese de relações filogenéticas para Chironius, mas sem o uso de metodologia cladística, e descreveram quatro novos táxons. Hollis (2006) apresentou a primeira hipótese cladística de relações filogenéticas entre representantes do gênero, com base em dados morfológicos. Mais recentemente, Klaczko et al. (2014) combinaram análises morfológicas e filogenéticas moleculares, corroborando a monofilia de Chironius, conforme proposto anteriormente por Dixon et al. (1993) e Hollis (2006).

## Descrição
A cobra-cipó-do-rio atinge comprimentos de até 159,7 centímetros nos machos e 151,4 centímetros nas fêmeas. A espécie apresenta olhos grandes com pupilas redondas e língua escura e alongada. As escamas dorsais estão geralmente organizadas em 10-10-10 fileiras longitudinais ao longo do corpo, podendo reduzir-se para 10-10-9 ou mesmo para oito fileiras em alguns indivíduos. As escamas laterais são dispostas de forma oblíqua. As duas fileiras dorsais próximas à linha vertebral são carenadas, estendendo-se até ou além da cloaca, especialmente nos machos. As carenas podem ser escurecidas, formando duas listras longitudinais sombreadas ao longo do dorso. A escama anal é simples (inteira), e as escamas caudais são divididas. O número de escamas ventrais varia entre 144 e 153 nos machos e entre 142 e 152 nas fêmeas; as escamas caudais variam de 115 a 126 nos machos e de 117 a 130 nas fêmeas. A dentição maxilar inclui de 41 a 46 dentes. Distingue-se de C. exoletus e C. multiventris por apresentar apenas 10 fileiras de escamas dorsais na região média do corpo, contra 12 nesses táxons. Difere também de C. scurrula por possuir coloração dorsal marrom, em contraste com o vermelho ou preto em adultos daquela espécie, e de C. leucometapus por ter dorso marrom (em vez de verde) e por apresentar faixa pós-ocular evidente.
A fórmula cefálica inclui nasal dividido, loreal mais longo que largo e órbita com diâmetro maior que sua distância à narina. Há uma pré-ocular e duas pós-oculares, raramente três. As escamas temporais seguem a fórmula 1+1. Os supralabiais são geralmente 9-9, podendo haver variações para 9-10; os 4.º, 5.º e 6.º escudos tocam a órbita. Os infralabiais são usualmente 10-10, com variações entre 9-9, 9-10, 10-11 e 11-11, sendo cinco em contato com o mental anterior, às vezes seis. Os mentais posteriores são maiores que os anteriores. Fossetas apicais estão presentes em escamas da nuca, pescoço e ocasionalmente na região anal - normalmente uma por escama, mas às vezes duas ou, mais raramente, três.
A espécie exibe variação ontogenética marcante. Juvenis possuem coloração composta por faixas brancas e tons de verde-oliva a marrom, com barras transversais claras mais evidentes, que tendem a desaparecer ao atingir cerca de 35–40 centímetros de comprimento. Adultos apresentam coloração dorsal castanho-ferruginosa a pardo-olivácea, com uma tênue faixa vertebral clara que se estende da nuca até próximo à região anal, geralmente margeada por sombras mais escuras. A cabeça é pardo-clara na parte superior e nas laterais, com uma faixa pós-ocular bem definida que se estende até o ângulo da boca. Os supralabiais, infralabiais, mentais e gulares são esbranquiçados, podendo ser amarelados em vida. A face ventral é esbranquiçada a amarelada, com os flancos dorsais escurecidos estendendo-se pelas bordas laterais das escamas ventrais. A cauda mantém o mesmo padrão cromático do corpo.

## Distribuição e habitat
A cobra-cipó-do-rio ocorre no sudeste da Colômbia, no sul da Venezuela, Guiana, Suriname, Guiana Francesa, no centro-leste do Brasil (nos biomas da Amazônia, Mata Atlântica e Pantanal, nos estados do Acre, Amapá, Amazonas, Bahia, Espírito Santo, Maranhão, Mato Grosso, Mato Grosso do Sul, Minas Gerais, Pará, Paraná, Piauí, Rio de Janeiro (Guanabara), São Paulo, Santa Catarina, Roraima e Rondônia), leste do Peru (Pasco etc.), Equador e norte da Bolívia (Beni). Geralmente ocorre em altitudes inferiores a 650 metros acima do nível do mar, embora alguns registros no Equador indiquem sua presença até 1 410 metros. Habita principalmente florestas tropicais perenes, tanto primárias quanto secundárias, áreas alagadas, savanas, matas de galeria e regiões cultivadas.

## Ecologia
A cobra-cipó-do-rio é uma serpente diurna e semiarbórea. É predominantemente ativa durante os dias quentes, mas há registros ocasionais de indivíduos forrageando à noite, especialmente nas proximidades de lagoas. Durante o período de atividade, desloca-se ativamente no solo ou na vegetação baixa, geralmente entre 0,4 e dois metros de altura. Pode ser observada atravessando trilhas, nadando em rios amazônicos e até repousando ou se aquecendo ao sol sobre o solo ou em galhos. Ao entardecer, entre 18h e 19h, procura poleiros para dormir, como folhas, ramos e samambaias situados a 0,2–5 metros de altura, geralmente próximos a corpos d’água. Há registros de indivíduos utilizando repetidamente o mesmo poleiro. Quando perturbadas durante o repouso, essas serpentes tendem a descer ao solo rapidamente e buscar refúgio na vegetação mais próxima.
Sua dieta é bastante variada e composta principalmente por anuros (Boana boans, Leptodactylus petersii, L. mystaceus, Osteocephalus taurinus e Trachycephalus macrotis), salamandras, lagartos (p. ex. a lagartixinha-amazônica (G. humeralis)), aves e camundongos. Por ser áglifa, ou seja, desprovida de presas inoculadoras de veneno, engole rapidamente suas presas para evitar a fuga. O comportamento defensivo inclui fuga rápida como resposta primária. Contudo, quando acuada, pode inflar o pescoço, abrir agressivamente a boca e adotar postura ameaçadora para parecer maior. Caso essas estratégias falhem, pode atacar com investidas rápidas. Há relatos de predação sobre essa espécie por aves como o acauã (Herpetotheres cachinnans). Machos atingem a maturidade sexual com cerca de 53 centímetros de comprimento total, enquanto fêmeas amadurecem por volta de 57,6 centímetros. A espécie é ovípara. Sua reprodução parece ocorrer ao longo de todo o ano, com fêmeas grávidas contendo entre três e oito ovos ovidutais registrados em diferentes períodos.

## Conservação
A União Internacional para a Conservação da Natureza (UICN) classifica a cobra-cipó-do-rio como uma espécie pouco preocupante (LC), em decorrência de sua ampla distribuição, por ser comum e por sua presença em muitas áreas protegidas. A espécie é afetada pelo desmatamento para criação de espaços para agricultura, mas por sua ampla ocorrência não se trata de uma ameaça que impossibilite sua manutenção. Em 2018, foi classificada como menos preocupante (LC) no Livro Vermelho da Fauna Brasileira Ameaçada de Extinção do Instituto Chico Mendes de Conservação da Biodiversidade (ICMBio).